# Etwas ist faul
Etwas ist faul (Originaltitel The Listerdale Mystery) ist eine Kurzgeschichtensammlung von Agatha Christie. Sie erschien zuerst im Juni 1934 im Vereinigten Königreich im Verlag von William Collins and Sons. In den USA erschien die Sammlung nicht, die Kurzgeschichten wurden später aber in anderen Sammlungen veröffentlicht.
Die Veröffentlichung im deutschen Sprachraum gestaltete sich sehr kompliziert (siehe Deutschsprachige Erstausgaben der einzelnen Kurzgeschichten). Erst 2011 erschien als 77. Band der vom französischen Verlag Hachette Collections herausgegebenen Die offizielle Sammlung Agatha Christie die (bis auf zwei Geschichten) originale Zusammenstellung.
Im Vereinigten Königreich ist die Sammlung sehr bekannt, enthält sie doch die Kurzgeschichte Haus Nachtigall (späterer deutscher Titel Villa Nachtigall), die die Vorlage für das erfolgreiche Theaterstück Love from a Stranger und vier Verfilmungen ist.

## Die Geschichten
Etwas ist faul
Originaltitel: The Listerdale Mystery
Haus Nachtigall
Originaltitel: Philomel Cottage
Das Mädchen im Zug
Originaltitel: The Girl in the Train
Ein guter Freund
Originaltitel: Sing a Song of Sixpence
Der Traum vom Glück
Originaltitel: The Manhood of Edward Robinson
Der Unfall
Originaltitel: Accident.
Jane sucht Arbeit
Originaltitel: Jane in Search of a Job
Sonntag
Originaltitel: A Fruitful Sunday
Nicht in Band 77 der oben genannten Sammlung enthalten, sondern in Band 75.
Gurke
Originaltitel: Mr. Eastwood‘s Adventure
Die goldene Kugel
Originaltitel: The Golden Ball
Der Smaragd des Radschas
Originaltitel: The Rajah‘s Emerald
Nicht in Band 77 der oben genannten Sammlung enthalten, sondern in Band 75.
Schwanen-Gesang
Originaltitel: Swan Song

## Bezüge zu anderen Werken
- In Mr Eastwood‘s Adventure zitiert Anthony Eastwood aus den Rubaiyats von Omar Khayyām, einer Sammlung von im Vereinigten Königreich sehr bekannte Vierzeilern, die später dem Roman Die Schattenhand seinen Titel gab.

- In The Rajah‘s Emerald zitiert James Bond: „Thanking heaven fasting, for a good man‘s love“ aus dem dritten Aufzug, fünfte Szene von Shakespeares Wie es euch gefällt. Der Name von James Bond ist reiner Zufall, denn die Kurzgeschichte erschien 27 Jahre vor der Veröffentlichung des ersten James-Bond-Romans Casino Royale.

- In Swan Song sind Paula Nazorkoffs letzte Worte: La commedia è finita!. Ein Zitat aus der Oper Der Bajazzo. Auf diese Oper bezieht sich auch die Kurzgeschichte Das schöne Gesicht aus der 1930 erschienenen Kurzgeschichtensammlung Der seltsame Mister Quin.

## Theateradaption und Verfilmungen

### Haus Nachtigall
Original-Titel: Philomel Cottage
Die Kurzgeschichte wurde 1936 von Frank Vosper für das Theater adaptiert. Das Stück lief erfolgreich im Londoner West End.
Auf der Basis dieses Stückes entstand im Vereinigten Königreich unter der Regie von Roland V. Lee 1937 eine Verfilmung mit Ann Harding und Basil Rathbone in den Hauptrollen. Joan Hickson, die Hauptdarstellerin der zwölfteiligen Fernsehserie der BBC Miss Marple spielt eine Nebenrolle.
1947 wurde das Stück in den USA unter der Regie von Richard Whorf verfilmt.
1957 wurde es in Deutschland unter dem Titel Ein Fremder kam ins Haus von Wilm ten Haaf verfilmt (s/w).
Am 5. Dezember 1967 strahlte der Hessische Rundfunk seine Verfilmung der Geschichte unter dem Titel „Ein Fremder klopft an“ mit Gertrud Kückelmann und Heinz Bennent in den Hauptrollen aus.

### The Agatha Christie Hour
Drei der Geschichten wurde im Rahmen der zehnteiligen Fernsehserie „The Agatha Christie Hour“ 1982 ausgestrahlt:
als Folge 3 „The Girl in the Train“,
als Folge 9 „Jane in Search of a Job“
und als Folge 10 „The Manhood of Edward Robinson“.
(Für weitere Folgen aus der Fernsehserie siehe: Parker Pyne ermittelt.)

## Wichtige Ausgaben

### Erste Veröffentlichungen der Geschichten im Vereinigten Königreich
- The Listerdale Mystery. 250 des „The Grand Magazine“ im Dezember 1925.
- Philomel Cottage. Zuerst veröffentlicht in der Ausgabe 237 des „The Grand Magazine“ im November 1924.
- The Girl in the Train. Zuerst veröffentlicht in der Ausgabe 228 des „The Grand Magazine“ im Februar 1924.
- Sing a Song of Sixpence. Zuerst veröffentlicht in „Holly Leaves“, der jährlichen Weihnachtsausgabe der „Illustrated Sporting and Dramatic News“ im Dezember 1929 mit Illustrationen von C. Watson.
- The Manhood of Edward Robinson. Zuerst veröffentlicht in der Ausgabe 238 des „The Grand Magazine“ im Dezember 1924.
- Accident. Zuerst veröffentlicht als „The Uncrossed Path“ in der Ausgabe vom 22. September 1929 der „Sunday Dispatch“.
- Jane in Search of a Job. Zuerst veröffentlicht in der Ausgabe 234 des „The Grand Magazine“ im August 1924.
- A Fruitful Sunday. Zuerst veröffentlicht in der „Daily Mail“ vom 11. August 1928
- Mr Eastwood‘s Adventure. Zuerst veröffentlicht als „The Mystery of the Second Cucumber“ in der Ausgabe 233 des „The Novel Magazine“ im August 1924 mit einer Illustration von Wilmot Lunt.
- The Golden Ball. Zuerst veröffentlicht als „Playing the Innocent“ in der „Daily Mail“ vom 5. August 1929 mit einer Illustration Lowtham.
- The Rajah‘s Emerald. Zuerst veröffentlicht in der Ausgabe 420 der vierzehntäglich erscheinenden Zeitschrift „Red Magazine“ vom 30. Juli 1926 mit einer Illustration von Jack M. Faulks.
- Swan Song. Zuerst veröffentlicht in der Ausgabe 259 of „The Grand Magazine“ im September 1926.

### Erste deutschsprachige Veröffentlichungen der Geschichten
- Der Unfall und andere Fälle. Einzig berechtigte Übertragung aus dem Englischen von Maria Meinert und Renate Weigl, Scherz Verlag, Bern/Stuttgart/Wien 1964.[4]

mit:
- Haus Nachtigall
- Der Unfall.

- Die Mörder-Maschen. Einzig berechtigte Übertragung aus dem Englischen von Traudl Weiser u. a., Scherz Verlag, Bern/München/Wien 1982.[5]

mit:
- Ein guter Freund

- Mörderblumen. Einzig berechtigte Übertragung aus dem Englischen von Edith Walter u. a., Scherz Verlag, Bern/München/Wien 1983.[6]

mit:
- Etwas ist faul
- Sonntag
- Die goldene Kugel
- Der Smaragd des Radschas.

- Mördergarn Einzig berechtigte Übertragung aus dem Englischen von Hella von Brackel und Günter Eichel, Scherz Verlag, Bern/München/Wien 1983.[7]

mit:
- Gurke
- Jane sucht Arbeit
- Die Zigeunerin
- Spiegelbild
- Das Mädchen im Zug
- Der seltsame Fall des Sir Arthur Carmichael
- Der Traum vom Glück

- Die Mausefalle und andere Fallen Einzig berechtigte Übertragung aus dem Englischen von Maria Meinert u. a., Scherz Verlag, Bern/München/Wien 1966.[8]

mit:
- Schwanen-Gesang.

#### Erste deutschsprachige Veröffentlichung als Gesamtausgabe
- Etwas ist faul, Aus dem Englischen von Pieke Biermann u. a., Atlantik Verlag, Hamburg 2022[9]